# Leo Woodall
Leo Woodall, né le 14 septembre 1996 dans le quartier londonien d'Hammersmith, est un acteur britannique. 
Il est notamment connu pour son rôle dans la série télévisée The White Lotus (2022) et Un jour (2024).

## Biographie
Leo Woodall naît le 14 septembre 1996 dans le quartier de Hammersmith à Londres. Il est le plus jeune d’une fratrie de trois enfants : il a une grande sœur, Constance, et un grand frère, Gabriel. Son père, Andrew Woodall, est acteur. Sa mère, Jane Mary Ashton, a étudié l’art dramatique mais n'a pas poursuivi de carrière d’actrice. Il compte aussi parmi ses ancêtres Maxine Elliott, une comédienne américaine qui a été une star du muet dans les années 1910.

### Carrière
Après avoir obtenu son diplôme, le jeune homme commence à travailler à la télévision avec des apparitions dans des feuilletons et courts métrages. Il fait ensuite ses premiers pas sur grand écran avec le film Cherry, réalisé par les frères Anthony et Joe Russo, et dans la série Vampire Academy de Julie Plec. Il obtient son premier rôle important dans la saison 2 de The White Lotus, en incarnant Jack aux côtés de Tom Hollander. En 2023, Leo Woodall interprète Duke dans la série d'action Citadel sur Prime Video avec les frères Russo comme producteurs.
Le 23 juin 2022, il est choisi pour jouer le rôle principal de Dexter Mayhew face à Ambika Mod dans Un jour, une mini-série britannique basée sur le roman éponyme de David Nicholls, paru en 2009, ainsi que sur l'adaptation cinématographique, sortie en 2011. La série est diffusée le 8 février 2024 sur Netflix.
En 2025, Leo Woodall interprète Edward Brooks dans la série en huit épisodes Prime Target, diffusée à partir du 22 janvier 2025 sur Apple TV+.

### Vie personnelle
En 2022, sur le tournage de The White Lotus, Leo Woodall entame une liaison avec Meghann Fahy, l'interprète de Daphne Sullivan.

## Filmographie

### Cinéma
- 2021 : Cherry d'Anthony et Joe Russo : Rodgers
- 2025 : Bridget Jones : Folle de lui (Bridget Jones: Mad About the Boy) de Michael Morris : Roxster
- 2025 : Nuremberg de James Vanderbilt : Howie Triest
- 2026 : Black Rainbow Farm de Justin Kurzel : Rollie Rohm

### Télévision
- 2019 : Holby City : Jake Reader (1 épisode)
- 2022 : Vampire Academy : Adrian Ivashkov (2 épisodes)
- 2022 : The White Lotus : Jack (saison 2, 7 épisodes)
- 2023 : Citadel : Duke (2 épisodes)
- 2024 : Un jour (One Day) : Dexter Mayhew (mini-série Netflix - 14 épisodes)
- 2025 : Prime Target (en) : Edward Brooks